# Carabodes comas
Carabodes comas är en kvalsterart som beskrevs av Kulijev 1979. Carabodes comas ingår i släktet Carabodes och familjen Carabodidae. Inga underarter finns listade.